# Šiško Menčetić
Šiško Menčetić, född 1457, död 1527, var en kroatisk skald. 
Menčetić var en av den sydslaviska konstlyrikens skapare, författade mer än 500 erotiska dikter i den provensalska trubadurstilen (se Vatroslav Jagić i Rad jugoslavenske akademije, nionde häftet). Hans dikter utgavs 1870 av Jagić i Stari pisci hrvatski, band 2.